# Saint-Martin-le-Gréard
 Saint-Martin-le-Gréard  es una población y comuna francesa, situada en la región de Baja Normandía, departamento de Mancha, en el distrito de Cherbourg-Octeville y cantón de Cherbourg-Sud-Ouest.

## Demografía
| 166 | 153 | 153 | 208 | 216 | 264 | 316 | 358 |
| Para los censos de 1962 a 1999 la población legal corresponde a la población sin duplicidades (Fuente: INSEE [Consultar]) |     |     |     |     |     |     |     |